# Hill City (Minnesota)
Hill City ist eine Kleinstadt (mit dem Status „City“) im Aitkin County im US-amerikanischen Bundesstaat Minnesota. Das U.S. Census Bureau hat bei der Volkszählung 2020 eine Einwohnerzahl von 613 ermittelt.

## Geografie
Hill City liegt nordöstlich des geografischen Zentrums von Minnesota am Hill Lake auf 46°59′36″ nördlicher Breite und 93°35′55″ westlicher Länge. Der Ort erstreckt sich über 3,94 km².
Benachbarte Orte von Hill City sind Grand Rapids (28,6 km nördlich), Jacobson (26,4 km östlich), Waukenabo (28,7 km südlich), Swatara (15,6 km südwestlich) und Remer (28 km westnordwestlich).
Die nächstgelegenen größeren Städte sind Minneapolis (257 km südlich), Minnesotas Hauptstadt Saint Paul (271 km südsüdöstlich), Eau Claire in Wisconsin (373 km südöstlich), Duluth am Oberen See (127 km östlich) und Fargo in North Dakota (259 km westlich).
Die Grenze zu Kanada befindet sich 200 km nördlich.

## Verkehr
Durch Hill City verläuft in Nord-Süd-Richtung der U.S. Highway 169. Am westlichen Ortsrand kreuzt die Minnesota State Routes 200. Alle weiteren Straßen sind untergeordnete und teils unbefestigte Fahrwege sowie innerörtliche Verbindungsstraßen.
Der Hill City – Quadna Mountain Airport ist ein kleiner Flugplatz im Süden des Stadtgebiets. Der nächste Großflughafen ist der 281 km südlich gelegene Minneapolis-Saint Paul International Airport.

## Demografische Daten
Nach der Volkszählung im Jahr 2010 lebten in Hill City 633 Menschen in 271 Haushalten. Die Bevölkerungsdichte betrug 160,7 Einwohner pro Quadratkilometer. In den 271 Haushalten lebten statistisch je 2,3 Personen.
Ethnisch betrachtet setzte sich die Bevölkerung zusammen aus 94,5 Prozent Weißen, 0,2 Prozent (eine Person) Afroamerikanern sowie 2,5 Prozent amerikanischen Ureinwohnern; 2,8 Prozent stammten von zwei oder mehr Ethnien ab. Unabhängig von der ethnischen Zugehörigkeit waren 2,2 Prozent der Bevölkerung spanischer oder lateinamerikanischer Abstammung.
26,1 Prozent der Bevölkerung waren unter 18 Jahre alt, 53,5 Prozent waren zwischen 18 und 64 und 20,4 Prozent waren 65 Jahre oder älter. 53,2 Prozent der Bevölkerung war weiblich.

Das mittlere jährliche Einkommen eines Haushalts lag bei 25.658 USD. Das Pro-Kopf-Einkommen betrug 13.368 USD. 30,0 Prozent der Einwohner lebten unterhalb der Armutsgrenze.